# Кроули, Пэт
Пэт Кроули (англ. Pat Crowley; род. 17 сентября 1933, Olyphant, Пенсильвания) — американская актриса, лауреат премии «Золотой глобус» в 1954 году.
Кроули снялась в ряде фильмов и выступала на бродвейской сцене в ролях девушек-инженю в сороковых и пятидесятых годах. Начиная с шестидесятых она в основном появлялась на телевидении, где сыграла более ста ролей за свою карьеру. Она добилась наибольшей известности благодаря главной роли в собственном ситкоме «Пожалуйста, не ешь маргаритки!», который транслировался в шестидесятые.
Частый гость на телевидении начиная с его первых лет существования, Кроули, появилась в вестернах «Мэверик» и «Бонанза», криминальных драмах «Беглец», «Коломбо», «Женщина-полицейский», «Ангелы Чарли», «Она написала убийство», «Ищейка» и «Детектив Раш», антологиях «Сумеречная зона», «Лодка любви» и «Отель», а также ситкомах «Счастливые дни», «Фрейзер» и «Друзья».
Кроули сыграла роль Эмили Фэллмонт в десяти эпизодах сериала «Династия», а в последующие два десятилетия снималась в дневных мыльных операх «Поколения», «Порт Чарльз» и «Дерзкие и красивые». Она была замужем дважды и имеет двоих детей от первого брака.